# Бад (Иран)
Бад или Бадру́д (перс. بادرود‎) — город в центральном Иране, в провинции Исфахан. Входит в состав шахрестана Нетенз и является крупнейшим по численности населения городом в его составе.

## География
Город находится в центральной части Исфахана, на расстоянии приблизительно 105 километров к северо-северо-востоку (NNE) от Исфахана, административного центра провинции и на расстоянии 218 километров к юго-юго-востоку (SSE) от Тегерана, столицы страны. Абсолютная высота — 984 метров над уровнем моря.

## Население
По данным переписи, на 2006 год численность населения города составляла 14391 человека.

## Транспорт
Ближайший аэропорт расположен в городе Кашан.